# 莫萨讷莱萨尔皮耶
莫萨讷莱萨尔皮耶（法語：Maussane-les-Alpilles，法語發音：[mosan le.z‿alpij]）是法国罗讷河口省的一个市镇，属于阿尔勒区。

## 地理
莫萨讷莱萨尔皮耶（43°43'18"N, 4°48'14"E）面积31.6 平方千米，位于法国普罗旺斯-阿尔卑斯-蓝色海岸大区罗讷河口省，该省份为法国东南部沿海省份，北起沃克吕兹省，西接加尔省，南濒地中海，东临瓦尔省。
与莫萨讷莱萨尔皮耶接壤的市镇（或旧市镇、城区）包括：普罗旺斯地区莱博、穆里耶斯、帕拉杜、圣马丹德克罗、普罗旺斯地区圣雷米。

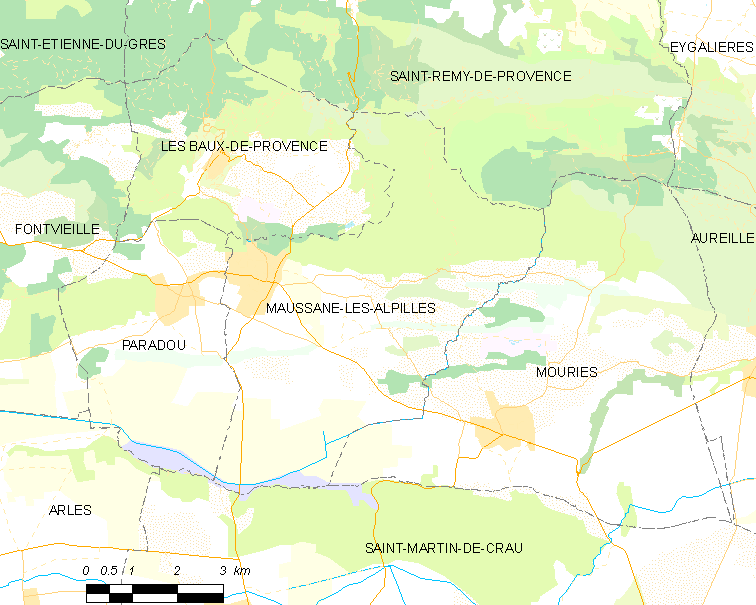
莫萨讷莱萨尔皮耶的OSM定位图

莫萨讷莱萨尔皮耶的时区为UTC+01:00、UTC+02:00（夏令时）。

## 行政
莫萨讷莱萨尔皮耶的邮政编码为13520，INSEE市镇编码为13058。

## 政治
莫萨讷莱萨尔皮耶所属的省级选区为普罗旺斯地区萨隆第一县。

## 人口

1962-2008年间莫萨讷莱萨尔皮耶人口变化图示

莫萨讷莱萨尔皮耶于2022年1月1日时的人口数量为2396人。